# 6-os busz (Budapest)

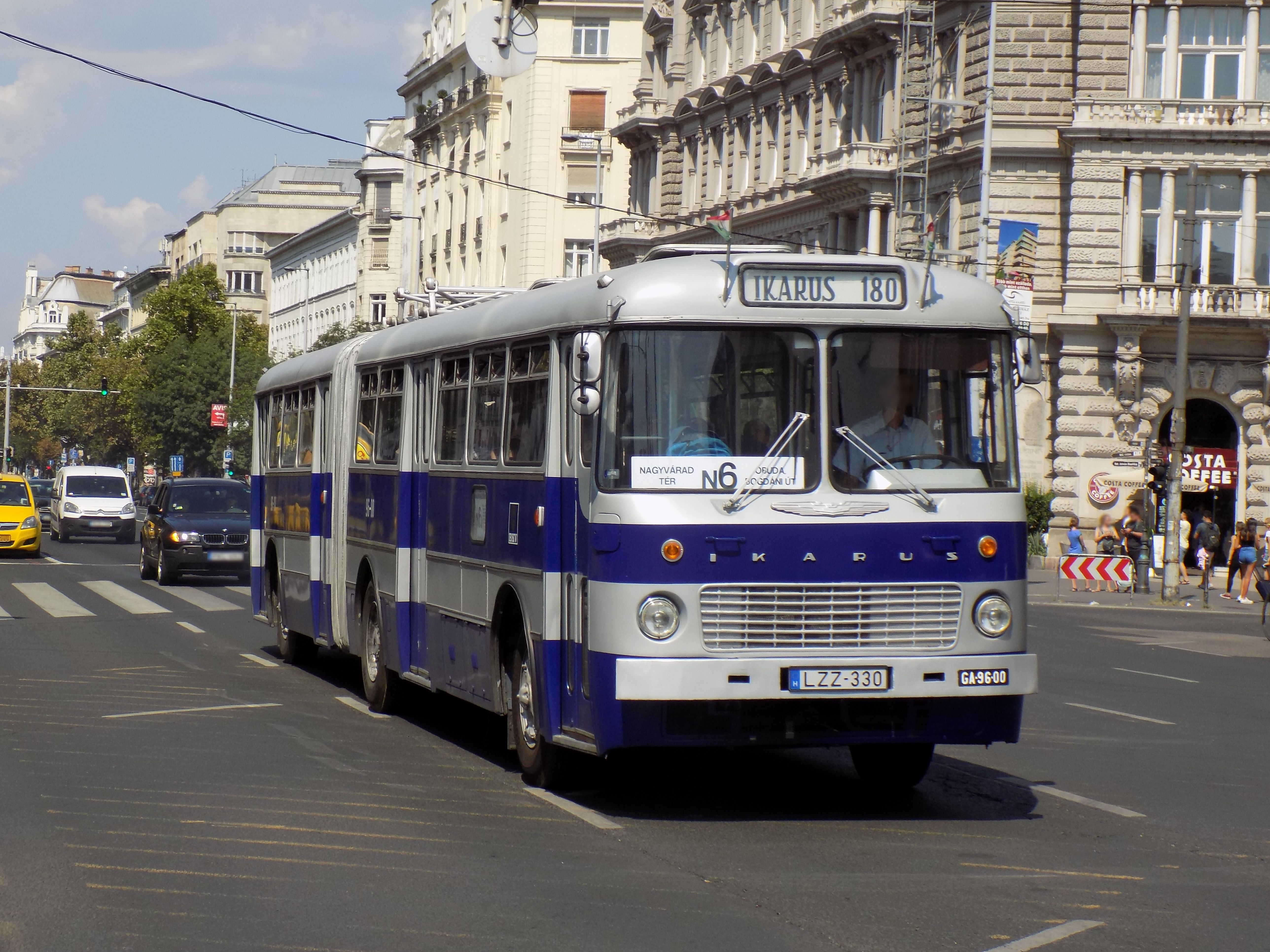
Ikarus 180-as nosztalgiabusz a 6-os busz vonalán 2018 augusztusában

A budapesti 6-os jelzésű autóbusz a Nyugati pályaudvar és a Óbuda, Bogdáni út között közlekedett. A vonalat a Budapesti Közlekedési Zrt. üzemeltette. A járműveket az Óbudai autóbuszgarázs állította ki.

## Története
1927. augusztus 20-án 6-os jelzéssel új járat indult az Erzsébet tér – Margit híd – Margitsziget, Szent Margit Gyógyfürdő útvonalon. A vele párhuzamosan járó margitszigeti lóvasút 1928. április 10-én megszűnt. 1929. április 1-jén a 6-os vonalat a BART átvette a SZAÜ-től, és a Kohári utcáig rövidítették. 1932. május 20-án az új viszonylatszámozási rendszer miatt a 26-os jelzést kapta.
1933. szeptember 15-én újraindult a 6-os busz a Markó utcától (pesti bíróság) a Margit hídon át a budai bíróságig (Fő utca). 1940. december 5-én gázolajhiány miatt a közlekedése leállt. A járatok csak a bíróságok hivatalos órái idején közlekedtek, ennek megfelelően nyáron mindig üzemszünetet vezettek be, majd a világháború alatt ideiglenesen szüneteltették a forgalmat. Legközelebb 1944. február 12-étől március 31-éig járt 6-os busz, ekkor a budavári sikló pótlóbuszaként járt a Clark Ádám tér és a Dísz tér között.
1948. április 5-én a Nyugati pályaudvar és az óbudai Miklós utca között indult újra a 6-os busz. 1950 júniusától nyár végéig építkezés miatt csak a Vígszínházig járt. 1950. szeptember 7-én az Oktogonig (November 7. tér), 1951. április 23-án pedig a Madách térig hosszabbították a Bajcsy-Zsilinszky úton. Pesti végállomása 1953. július 27-én a Nagyvárad térre került át, melyet az Üllői úton keresztül ért el. 1953. november 30-án 6A jelzésű betétjáratot kapott a Madách tér és a Miklós utca között, de 1954. november 25-én 60-asra számozták át és az útvonala is módosult. 1956. július 13-án a Kálvin tér és a Miklós utca között indult újra a 6A, de csak nyári vasárnapokon. 1957. január 2-ától a Nagyvárad tér és a Deák tér között is járt 6A jelzésű betétjárat, de már január 11-én a 9A jelzést kapta a félreértések elkerülése miatt. 1960. augusztus 15-étől a nyári 6A járat délutántól a Miklós utcától a békásmegyeri Előd utcáig meghosszabbítva közlekedett. 1961. április 30-án elindult a 134-es jelzésű gyorsjárat a Kálvin tér és a Béke Strand között, ezért a 6A megszűnt. Egy év múlva újraindult a 6A a 6-os és 134-es buszok tehermentesítése miatt a Vidra utca és a Miklós utca között. 1964-ben már nem indult újra.
1971. november 1-jén 106-os jelzéssel gyorsjárata is indult Óbuda, Miklós utca és a Nagyvárad tér között.
A 3-as metró építése miatt 1974. január 20-án a Nagyvárad térről a Népligethez került át a végállomása, ekkor érte el a leghosszabb útvonalát. A metró átadásával 1977. január 1-jén útvonala jelentősen lerövidült, csak az Engels tér (Erzsébet tér) és Óbuda, Miklós utca között közlekedett. A 106-os gyorsjáratot is lerövidítették és a 6-os jelzést kapta. 1981. december 30-án tovább rövidültek a Marx térig (Nyugati pályaudvar) a metró újabb szakaszának átadása miatt. 1982. október 26-án a Miklós utcai végállomás megszűnése miatt az új Bogdáni úti végállomásig hosszabbították. 1983. február 28-án a 6-os megszűnt.
A 2008-as paraméterkönyv bevezetésének jelentős szempontja volt az azonos viszonylatszámok megszüntetése, ezért a 6-os busz a 6-os villamossal való számütközés miatt szeptember 6-án a 206-os jelzést kapta, valamint munkanapokon 19 órától és hétvégén egész nap a 9-es járattal összevonva 109-es jelzéssel közlekedett.
2018. augusztus 19-én a BKV 50 éves fennállása alkalmával tartott rendezvénysorozat egyik programjaként N6-os jelzésű nosztalgiabusz közlekedett a 6-os busz útvonalán a Bogdáni út és a Nagyvárad tér között.

## Útvonala
| Óbuda, Bogdáni út felé | Nyugati pályaudvar felé |
| --- | --- |
| Nyugati pályaudvar vá. – Szent István körút – Margit híd – Árpád fejedelem útja – Zsigmond tér – Lajos utca – Pacsirtamező utca – Flórián tér – Szentendrei út – Bogdáni út – Óbuda, Bogdáni út vá. | Óbuda, Bogdáni út vá. – Bogdáni út – Szentendrei út – Flórián tér – Pacsirtamező utca – Lajos utca – Zsigmond tér – Árpád fejedelem útja – Bem rakpart – Lipthay utca – Margit híd – Szent István körút – Nyugati pályaudvar vá. |

## Megállóhelyei
| 0  | Nyugati pályaudvar végállomás              | 18 | 26, 91, 191 72, 73 4, 6 Budapest-Nyugati                                                                      |
| 3  | Tátra utca (↓) Honvéd utca (↑)             | 16 | 15, 26, 91, 191 75, 76 2, 2A, 4, 6                                                                            |
| 6  | Margit híd, budai hídfő (↓) Margit híd (↑) | 12 | Szentendrei HÉV Budapest–Esztergom (ideiglenes terelés 2008 nyarán és őszén) 26, 60, 86, 91, 191 4, 6, 17 801 |
| 8  | Császár-Komjádi uszoda                     | 11 | 60, 86 |
| 10 | Zsigmond tér                               | 9  | 60, 86 17 |
| 11 | Kolosy tér                                 | 8  | Szentendrei HÉV Budapest–Esztergom (ideiglenes terelés 2008 nyarán és őszén) 29, 60, 65, 86, 165 17           |
| 12 | Nagyszombat utca (↓) Galagonya utca (↑)    | 7  | 60, 86 |
| 13 | Tímár utca                                 | 6  | 86 |
| 14 | Kiscelli utca                              | 5  | 86 |
| 16 | Flórián tér                                | 3  | 18, 18A, 34, 37, 42, 86, 106, 137 1, 1A 800, 801, 805, 810, 820, 830, 832, 840                                |
| 17 | Raktár utca                                | 2  | 34, 42, 86, 106                                                                                               |
| ∫  | Bogdáni út                                 | 1  | 34, 42, 86, 106, 118                                                                                          |
| 19 | Óbuda, Bogdáni út végállomás               | 0  | 34, 42, 86, 106, 118                                                                                          |